# Quintus Caecilius Metellus Celer
Quintus Caecilius Metellus Celer († Anfang 59 v. Chr.) war ein römischer Politiker der späten Republik.
Metellus Celer war ein Sohn des Quintus Caecilius Metellus Nepos, der im Jahr 98 v. Chr. Konsul gewesen war, und der Licinia Crassa. Im Jahr 78 v. Chr. führte er ein militärisches Kommando, vielleicht als Militärtribun. 68 v. Chr. war Metellus Celer vermutlich Volkstribun (es könne sich aber auch um seinen Bruder Quintus Caecilius Metellus Nepos gehandelt haben). 66 v. Chr. (vielleicht auch schon im Vorjahr) diente er als Legat unter Pompeius im Krieg gegen Mithridates von Pontus. 
Als Prätor im Jahr 63 v. Chr. leitete Metellus Celer den Prozess gegen Gaius Rabirius, den Titus Labienus anstrengte, um dem Senat ein politisches Signal zu geben. Rabirius wurde verurteilt. Als Richter fungierten Gaius Iulius Caesar und dessen Verwandter Lucius Iulius Caesar. Rabirius’ Berufung vor dem Volk wurde von Metellus Celer unterbrochen, indem dieser die Militärfahne auf dem Ianiculum einholte und damit die Versammlung beendete. Damit konnte eine für Rabirius wohl negative Entscheidung nicht gefällt werden. Spätestens seit diesem Jahr gehörte Metellus Celer dem Augurenkollegium an.
Im folgenden Jahr (schon seit Ende 63 v. Chr.) war Metellus Statthalter der Provinz Gallia cisalpina. In dieser Funktion nahm er an der Niederschlagung der Catilinarischen Verschwörung teil, indem er den Truppen Catilinas den Weg nach Gallia transalpina versperrte. Für das Jahr 60 v. Chr. wurde er zum Konsul gewählt. In seiner Amtszeit wandte er sich gegen Pompeius und seinen Schwager Publius Clodius Pulcher, der als Patrizier zur plebs übertreten wollte, um das Amt eines Volkstribuns ausüben zu können. Metellus wurde als prokonsularische Provinz Gallia transalpina übertragen. Er starb jedoch überraschend Anfang des Jahres 59 v. Chr. 
Metellus Celer war mit Clodia verheiratet, der Schwester des Publius Clodius Pulcher und Tochter des Appius Claudius Pulcher, die wegen ihres ausschweifenden Lebenswandels berüchtigt war: Sie stand im Verdacht, Inzest mit ihrem Bruder getrieben und ihren Ehemann vergiftet zu haben.
Cicero nannte ihn einen „überaus angesehenen, mutigen und patriotischen Mann, der, sobald er nur den Fuß über die Schwelle seines Hauses setzte, beinahe alle seine Mitbürger an Tüchtigkeit, Ruhm und Ansehen übertraf“.